# Amstel Gold Race 1989
De 24ste editie van de Amstel Gold Race vond plaats op 22 april 1989. Het parcours, met start in Heerlen en finish in Meerssen, had een lengte van 242 kilometer. Aan de start stonden 162 renners, waarvan 108 de finish bereikten.

## Uitslag
| rang | renner             | land        | tijd       |
| ---- | ------------------ | ----------- | ---------- |
| 1    | Eric Van Lancker   | België      | 5u 59' 49" |
| 2    | Claude Criquielion | België      | op 19"     |
| 3    | Steve Bauer        | Canada      | z.t.       |
| 4    | Nico Verhoeven     | Nederland   | op 20"     |
| 5    | Mauro Gianetti     | Zwitserland | op 22"     |
| 6    | Per Pedersen       | Denemarken  | op 1' 45"  |
| 7    | Marc Madiot        | Frankrijk   | z.t.       |
| 8    | Jef Lieckens       | België      | op 1' 47"  |
| 9    | Eddy Planckaert    | België      | z.t.       |
| 10   | Adrie van der Poel | Nederland   | z.t.       |

1966 · 1967 · 1968 · 1969 · 1970 · 1971 · 1972 · 1973 · 1974 · 1975 · 1976 · 1977 · 1978 · 1979 · 1980 · 1981 · 1982 · 1983 · 1984 · 1985 · 1986 · 1987 · 1988 · 1989 · 1990 · 1991 · 1992 · 1993 · 1994 · 1995 · 1996 · 1997 · 1998 · 1999 · 2000 · 2001 · 2002 · 2003 · 2004 · 2005 · 2006 · 2007 · 2008 · 2009 · 2010 · 2011 · 2012 · 2013 · 2014 · 2015 · 2016 · 2017 · 2018 · 2019 · 2020 · 2021 · 2022 · 2023 · 2024

Lijst van beklimmingen